# Ґрабенець
Ґрабенець (пол. Grabieniec) — село в Польщі, у гміні Турек Турецького повіту Великопольського воєводства.
Населення — 410 осіб (2011).
У 1975-1998 роках село належало до Конінського воєводства.

## Демографія
Демографічна структура станом на 31 березня 2011 року:
|          | Загалом | Допрацездатний вік | Працездатний вік | Постпрацездатний вік |
| -------- | ------- | ------------------ | ---------------- | -------------------- |
| Чоловіки | 205     | 49                 | 144              | 12                   |
| Жінки    | 205     | 58                 | 111              | 36                   |
| Разом    | 410     | 107                | 255              | 48                   |